# 大分七夕まつり

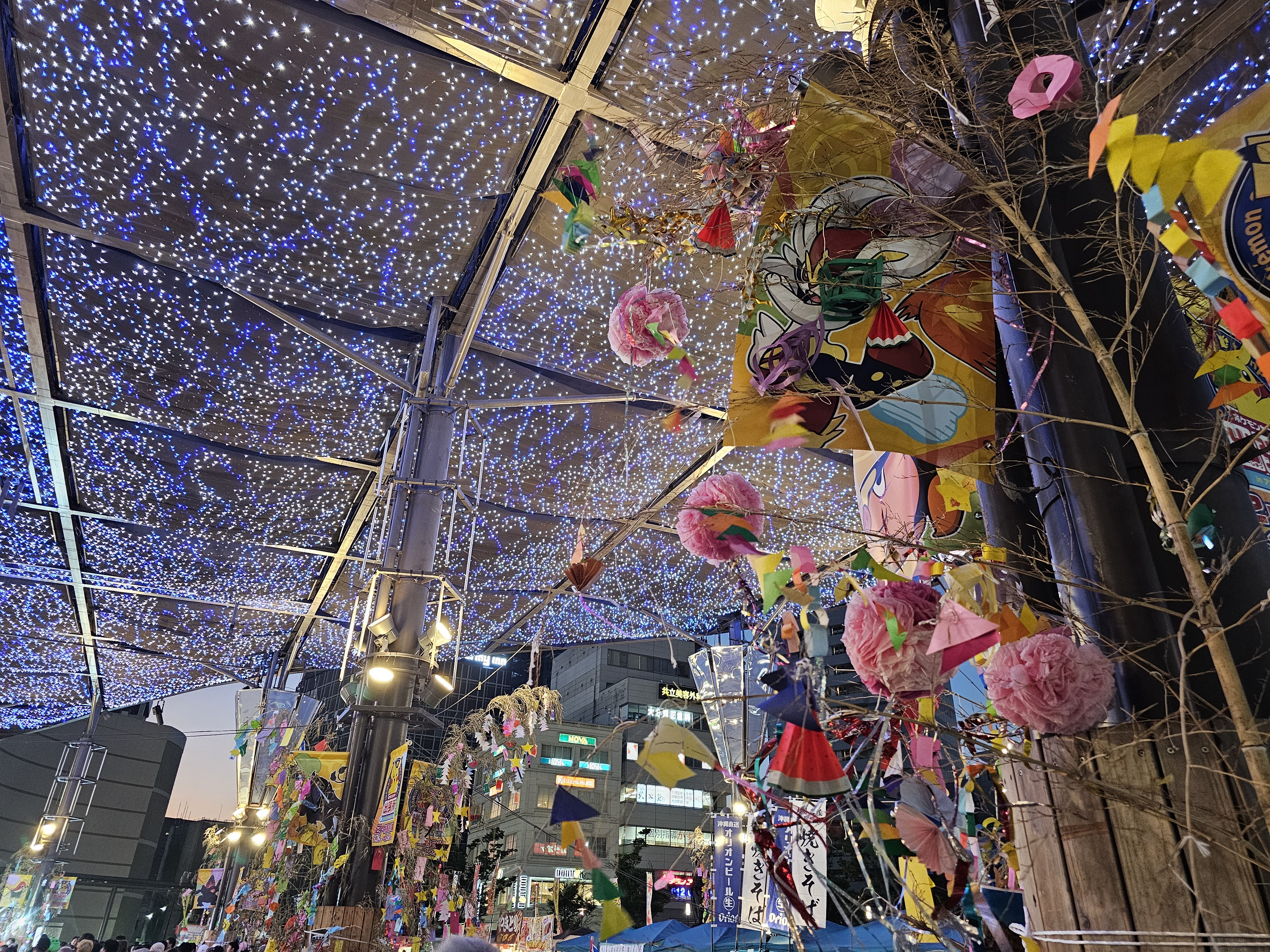
大分七夕まつり

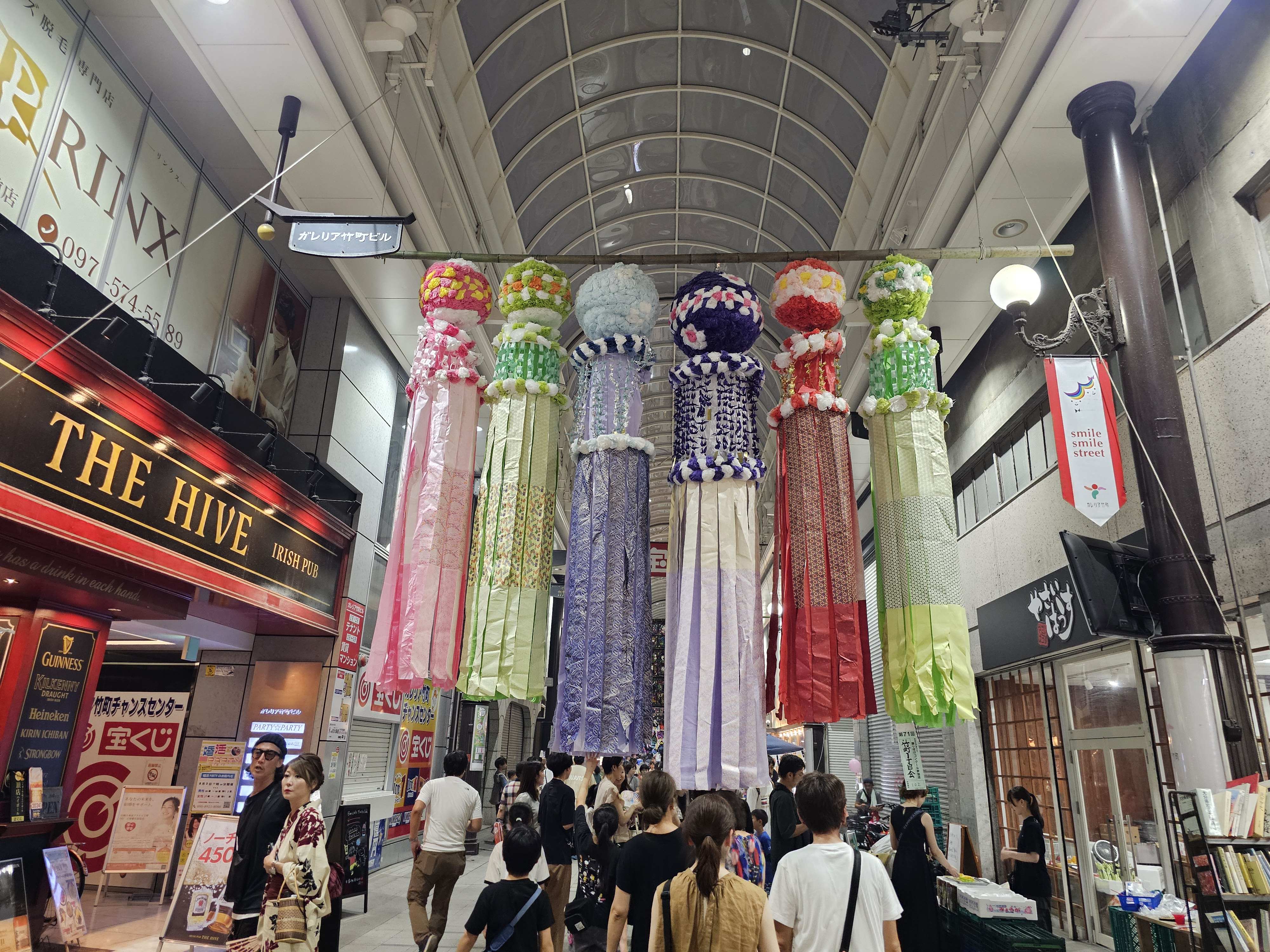
大分七夕まつり 商店街

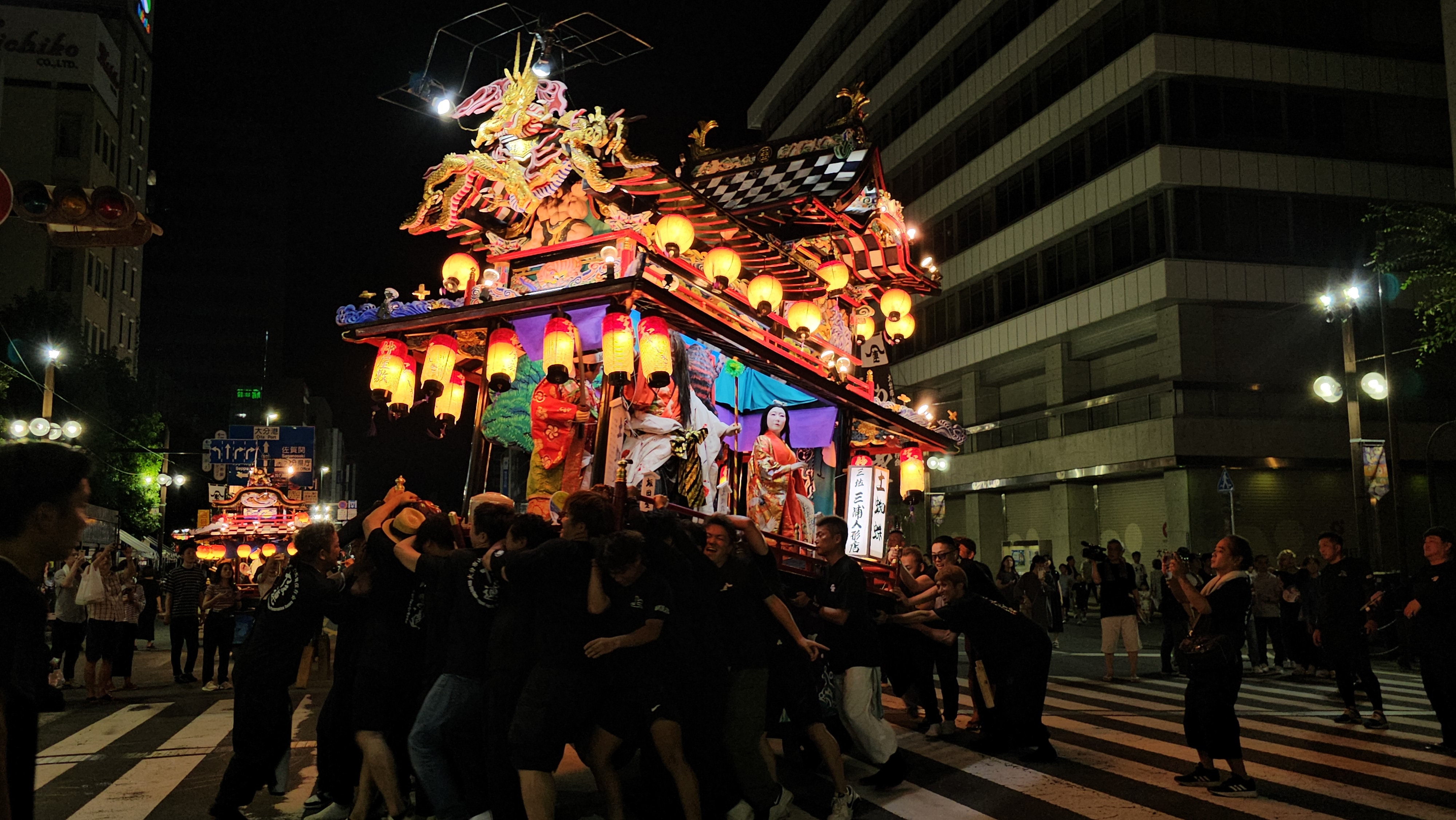
山車の演技

大分七夕まつり（おおいたたなばたまつり）は、大分県大分市で8月第1週の週末に行われる七夕祭り。大分市中心部の商店街に七夕飾りが飾られ、山車と踊り隊が大分市の中心街を練り歩く府内戦紙（ふないぱっちん）をはじめとするイベントが開催される。

## 概要
月遅れの七夕におおむね相当する毎年8月第1週の金曜日から日曜日までの3日間にわたって開催される。セントポルタ中央町、ガレリア竹町をはじめとする大分市中心部の商店街では、店先に七夕飾りが飾りつけられるほか、各晩にはメイン会場「48万人の広場」となった中央通りを中心に下記のイベントが開催される。

### 初日：府内戦紙
初日の金曜日の夜には、武者や竜などをかたどった20基以上の山車と踊り隊が、歩行者天国となった大分市の目抜き通りである中央通りを練り歩く府内戦紙が行われる。屋台などもでる。

### 2日目：チキリンばやし市民総おどり大会

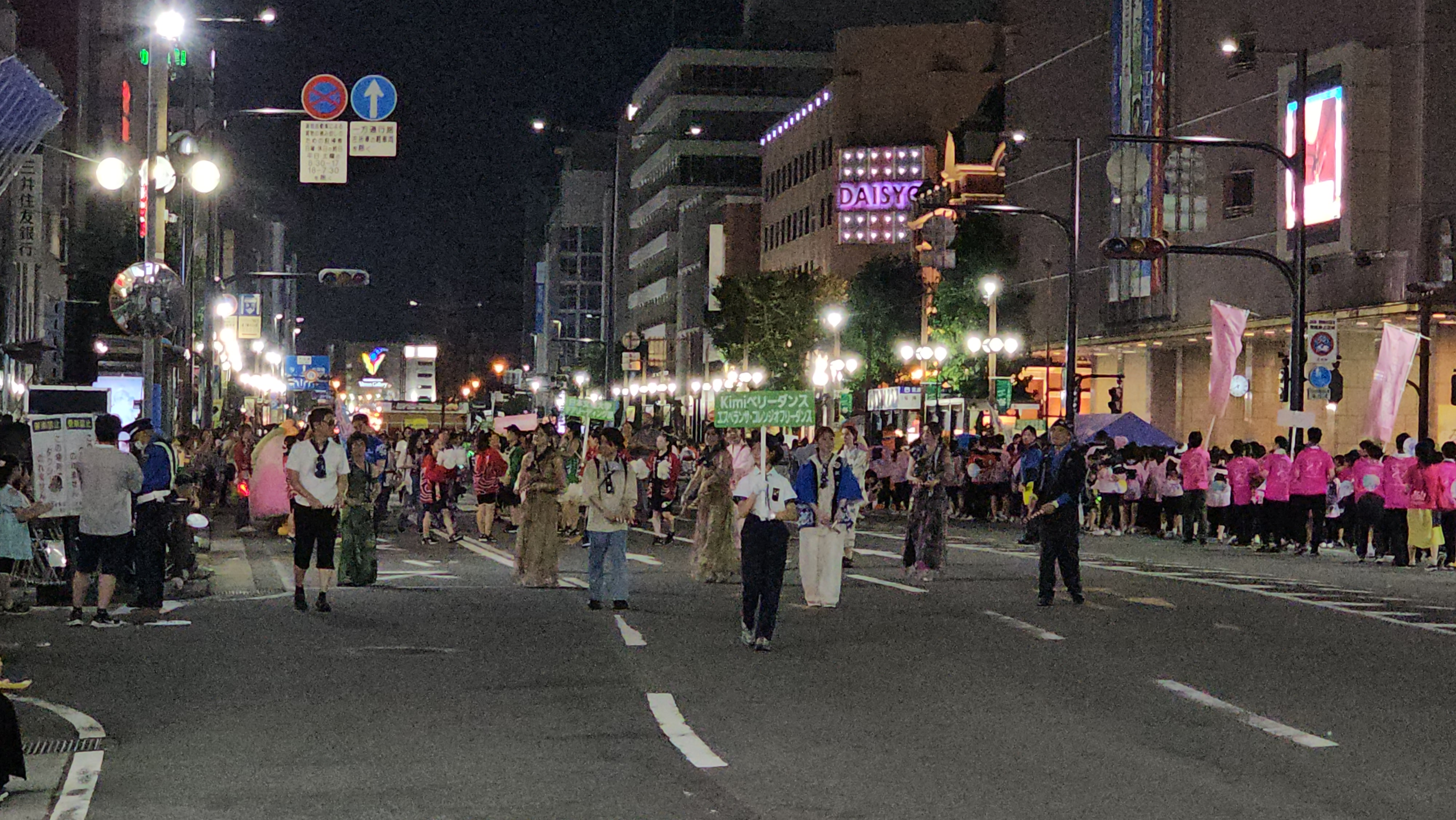
チキリン囃子のパレード

2日目の土曜日の夜には、メイン会場が開放され、来場者が自由に参加できる。
メイン会場の中央通りでは、約2,000名が参加して、チキリンばやし市民総おどり大会が開催される。チキリンばやしは、大分市で1970年代から親しまれている夏祭りの踊りで、チキリン（鉦）のにぎやかなリズムに乗り、踊り手が2本の竹棒を打ち鳴らして舞い踊る。小学校の運動会などでも踊られることが多いため、幅広い年齢層によく知られている。
フィナーレは「七夕ブロードウェイ」で締め括り、ゴスペルの歌声と共に2万個を超える風船が夜空に放たれる。このイベントは一般社団法人大分青年会議所が企画・運営している。

### 3日目：大分合同新聞花火大会
3日目の日曜日の夜には、市街地を流れる大分川の弁天大橋上流で大分合同新聞納涼花火シリーズ 大分合同新聞花火大会が開催される。この花火大会は、大分県内では、別府市のべっぷ火の海まつり納涼花火大会と並ぶ、大規模な花火大会で、2016年には大分合同新聞の創刊130周年に因んで10,130発の花火が打ち上げられた。なお、通常の開催年である2014年には約6千発の花火が打ち上げられている。